# Bernhard Ultsch
Bernhard Ultsch (ur. 26 marca 1898, zm. ?) – niemiecki as myśliwski z czasów I wojny światowej z 12 potwierdzonymi zwycięstwami powietrznymi.
Bernhard Ultsch służbę rozpoczął w 1914 roku w 3 Bawarskim Rezerwowym Pułku Artylerii. Otrzymał Krzyż Żelazny II i I klasy i w 1915 roku został mianowany podoficerem (Unteroffizier). 19 września 1916 roku został przeniesiony do lotnictwa i skierowany do szkoły lotniczej Fliegerschule 2 w Neustadt. Po ukończeniu szkolenia został skierowany w marcu 1917 roku do Schutzstaffel 29. W jednostce uzyskał licencję pilota oraz wraz z obserwatorem podporucznikiem Wenzem odniósł 3 zwycięstwa. 9 września został przydzielony do eskadry myśliwskiej Jagdstaffel 39 i skierowany na front włoski. We Włoszech walczył do końca 1917 roku odnosząc łącznie 5 zwycięstw na froncie włoskim. 9 lutego 1918 roku został przeniesiony na front zachodni do bawarskiej Jagdstaffel 77. W jednostce służył do końca wojny odnosząc 4 potwierdzone i 2 niepotwierdzone zwycięstwa powietrzne

## Odznaczenia
- Krzyż Żelazny I Klasy
- Krzyż Żelazny II Klasy